# Jungiella laetabilis
Jungiella laetabilis är en tvåvingeart som beskrevs av Krek 1971. Jungiella laetabilis ingår i släktet Jungiella och familjen fjärilsmyggor. Inga underarter finns listade i Catalogue of Life.